# Måneskin
Монескин (дан. Måneskin) су италијански рок састав  из Рима, чију поставу чине певач Дамијано Давид, басисткиња Викторија де Анђелис, гитариста Томас Рађи и бубњар Итан Торкио. Постали су познати 2017. након учешћа у једанаестој сезони Х Фактора, захваљујући којем су, упркос томе што су се пласирали други, потписали уговор са дискографском кућом Sony Music и издали свој први ЕП „Chosen” исте године. Године 2021. победили су на 71. издању фестивала Санремо са песмом „Zitti e buoni”, са којом су представљали Италију на Песми Евровизије 2021, где су такође победили, освојивши укупно 524 поена.

## Каријера

### 2016-2017: Почеци
После прве сарадње између Дамијана Давида и Викторије де Анђелис, неколико година касније, у новембру 2015. године, Давид је поново контактирао де Анђелис са циљем да формира групу, којој се прикључио гитариста Томас Рађи, пријатељ де Анђелис из средње музичке школе, и бубњар Итан Торкио, који се групи придружио путем огласа објављеног на Фејсбук групи.  Име бенда изабрано је када су морали да се региструју за Pulse, локално музичко такмичење бендова у настајању. Викторију, која је половином Данкиња, колеге из бенда замолиле су да насумично наводи неке данске речи и сложили су се око имена Монескин („месечина“) , иако његово значење није повезано са самим бендом. Само такмичење је такође означило прекретницу у њиховој каријери, када почињу писати сопствене песме. Такмичење их је довело до наступа у римском клубу познатом по организовању догађаја и концерата алтернативне, рок и џез музике, Felt Music Club & School, а касније освајају и прву награду.
Касније су наступали као улични извођачи на улицама римског округа Colli Portuensi, као и у историјском центру Рима, у познатој главној улици Via del Corso. Један од њихових првих званичних концерата уживо изван родног града одржао се у Фаенци, на састанку независних дискографских кућа 2016. године, где је око 30 људи пратило перформанс. После путовања у Данској, током којег је бенд такође извео неке концерте уживо, Монескин је ојачао своју повезаност и почео да свира неколико сати дневно.

### 2017-2020: Пробој у X Фактору и деби албумIl ballo della vita
Године 2017. учествују у једанаестом издању музичког талент-шоуа Х Фактор и, након што су са великим успехом прошли почетне фазе такмичења, у завршници освајају друго место, под менторством италијанског кантаутора Мануела Ањелија. Након тога, потписују уговор са Sony Music и издају свој први ЕП Chosen, који је достигао двоструки платинасти тираж, као и истоимени сингл са мини-албума.
Следеће године гостују у ток-шоу емисији Che tempo che fa на Rai 1. Касније учествују као музички гости у многим емисијама као што су Cattelan, Ossigeno, Saturday Night Live. Њихов други сингл, Morirò da re, који издају у марту 2018, такође достиже двоструки платинасти тираж.
Дана 12. јуна учествују у другој вечери доделе музичких награда Wind Music Awards (данас SEAT Music Awards), догађаја организованог у част италијанских музичара који су продали одређен број примерака албума, дигиталних издања својих песама и компакт-дискова, где добијају награду CD Platino за албум Chosen и награду Platinum Single за истоимену песму. 16. јуна учествују у седмом издању Radio Italia Live - концерт, а затим наступају на римском фестивалу Summer Festival. 6. септембра своје јесење турнеје 2018. отварају концерт Imagine Dragonsа у Милану.
Дана 28. септембра издају сингл Torna a casa, који је постигао огроман успех, достигавши преко 100 милиона прегледа на Јутјубу, поставши први сингл групе који је стигао на врх FIMI (Federazione Industria Musicale Italiana) топ синглова, а потом достигавши петоструки платинасти тираж.
Дана 25. октобра имају прво гостујуће појављивање у Х Фактору, а следећег дана објављују свој први студијски албум  Il ballo della vita, који садржи хетерогени звук рока, попа, глам рока, фанка и електро звука. У средишту приповедања, протагонисткиња синглова попут Torna a casa, Morirò da re и Le parole lontane, налази се „Марлена”, жена која представља лепоту и поруку слободе избора, става и стила коју четворо извођача желе да прикажу. У циљу промоције албума, 24. октобра у неким италијанским биоскопима приказан је документарни филм This Is Måneskin, а пратила ју је веома успешна турнеја Il ballo della vita Tour, која је трајала до јесени 2019.
Дана 18. јануара 2019. године излази трећи сингл са албума, Fear for Nobody, а 11. априла следи и четврти под називом L'altra dimensione. Затим настављају европску турнеју која се завршава 11. септембра исте године. Два дана касније објављен је спот за Le parole lontane, задњег сингла са албума, који се одмах нашао на трендинг листи Јутјуба у Италији. Исту песму бенд ће идентификовати као једну од најближих свом пројекту и са којом су највише повезани. 31. октобра 2019. гостовали су у Х Фактору, док 28. новембра 2019. наступају у Миленијумској куполи у Лондону.

### 2020-данас: Победа на Санрему иTeatro d'ira - Vol. I
Дана 30. октобра 2020. најављују повратак на музичку сцену са синглом  Vent'anni, првим са свог другог студијског албума Teatro d'ira - Vol. I који је објављен 19. марта 2021. Монескин је победио на музичком фестивалу у Санрему 2021. песмом Zitti e buoni, тиме стекавши шансу да представља Италију на Песми Евровизије 2021. у Ротердаму 22. маја. На самом такмичењу су били четвртопласирани према гласовима жирија, освојивши 206 поена, и победници публике са 318 поена, што је на крају резултирало победом са укупно освојена 524 поена.
Убрзо након завршетка такмичења, синглови попут победничке песме, "I Wanna Be Your Slave" и "Coraline", као и сам албум Teatro d'ira - Vol. I, нашли су се на недељним топ-листама широм Европе и света, као и на неколико Spotify глобалних листа. Песме "Zitti e buoni" и "I Wanna Be Your Slave" такође су ушле у Billboard Global Excl. U.S. топ 10 листу, а постале су и прве песме на италијанском језику у последњих 30 година које су се нашле на UK Singles Chart топ 20 листи, поставши тако још један евровизијски победник коме је то пошло за руком, након Селин Дион. Њихова обрада песме "Beggin", чији је оригинални извођач познати састав The Four Seasons, достигла је 13. позицију на Billboard Hot 100 али је такође остварила виралан успех на друштвеним платформама, попут TikTokа. Заједно са песмом "I Wanna Be Your Slave", достиже, редом, златни и платинасти тираж од стране Британске фонографске индустрије (BPI) и златни и платинасти тираж од стране Америчког удружења дискографских кућа (RIAA).
Бенд је током јуна и јула месеца одржао европску промотивну турнеју, наступивши на неколико летњих музичких фестивала. У међувремену је био најављен рад на новом студијском албуму, као и предстојеће турнеје у Италији и широм европског континента, али које су на крају морале бити отказане, услед ковид мера које су важиле у тим земљама.
Касније у току године, избацују десети сингл под називом "Mammamia", са којим су наступили на МТВјевој додели европских музичких награда, а где су освојили награду за најбољи рок састав. Са песмом "Beggin" наступили су у касновечерњем ток-шоу са Џимијем Фалоном, код Елен Деџенерес, као и на додели Америчких музичких награда. Такође су отворили концерт Ролингстонса који су наступили на Стадиону Елиџент у Лас Вегасу. У јануару наредне године, постали су први италијански састав који је наступио у америчком телевизијском програму Уживо суботом увече.

## Музички стил
Многи их упоређују са бендовима попут Грета ван флита, Џентл џајента, Лед зепелина и Флитвуд Мека, а и сами су потврдили да је њихова музика инспирисана 70-тим чији звук настоје да поврате у садашње време, док је њихова појава на сцени инспирисана костимима које су носили Ролингстонси и Дорси, али и извођачи попут Џимија Пејџа, Дејвида Боувија и Иги Попа, неретко промовишући родну једнакост у виду ношења мушких одевних комбинација од стране чланице бенда. Ван сцене, чланови имају другачији модни и музички стил- Дамијано приватно највише слуша соул музику, Викторија поп, мејнстрим сцену и светске хитове, Томас џез, док Итан остаје веран року. Бенд такође има свој фан клуб, чији службени налог на Инстаграму броји преко 30 хиљада пратилаца.

## Дискографија

### Студијски албуми
| Il ballo della vita                                                                          | - Датум издавања: 26. октобар 2016. година - Формат: CD, дигитално преузимање - Издавачка кућа: Sony Music | 1 | 26 | - 3 х платинасти |
| Teatro d'ira: Vol. 1                                                                         | - Датум издавања: 19. март 2021. година - Формат: CD, дигитално преузимање - Издавачка кућа: Sony Music    | 1 | 13 | - златни         |
| Rush!                                                                                        | - Датум издавања: 20. јануар 2023. година - Формат: CD, дигитално преузимање - Издавачка кућа: Sony Music  |   |    |                  |
| "—" означава издање које или није дебитовало на листи или није дебитовало на тој територији. | |   |    |                  |

### ЕПови
| Наслов | Детаљи | Позиције на топ-листама | Број продатих примерака |
| Наслов | Детаљи | ИТА                     | Број продатих примерака |
| ------ | --- | ----------------------- | ----------------------- |
| Chosen | - Датум издавања: 15. децембар 2017. година - Издавачка кућа: Sony Music - Формат: CD, дигитално преузимање | 3                       | - платинасти            |

### Синглови

#### Као главни извођач
| "Chosen" | 2017 | 2  | - 2 х платинумски | Chosen                   |
| "Morirò da re"                                                                                                | 2018 | 2  | - 3 х платинумски | Il ballo della vita      |
| "Torna a casa"                                                                                                | 2018 | 1  | - 5 х платинумски | Il ballo della vita      |
| "Fear for Nobody"                                                                                             | 2019 | 26 | - златни          | Il ballo della vita      |
| "L'altra dimensione"                                                                                          | 2019 | 6  | - платинумски     | Il ballo della vita      |
| "Le parole lontane"                                                                                           | 2019 | 5  | - платинумски     | Il ballo della vita      |
| "Vent'anni"                                                                                                   | 2020 | 12 | - 2 х платинумски | Teatro d'ira: Vol. 1     |
| "Zitti e buoni"                                                                                               | 2021 | 2  | - 5 х платинумски | Teatro d'ira: Vol. 1     |
| "I Wanna Be Your Slave" (Иги Поп)                                                                             | 2021 | 7  | - 3 х платинумски | Teatro d'ira: Vol. 1     |
| "Mammamia" | 2021 | 6  | - златни          | Није ни на једном албуму |
| "—" означава издање које или није дебитовало на тој топ-листи или није дебитовало у/на тој држави/територији. |      |    |                   |                          |

#### Као гостујући извођач
| "Stato di natura"(Франческа Микјелин дует са Монескином)                                                      | 2020 | 99 | Feat (stato di natura) |
| "—" означава издање које или није дебитовало на тој топ-листи или није дебитовало у/на тој држави/територији. |      |    |                        |

## Филмографија
| Филмови | Филмови          | Филмови   | Филмови           |
| Година  | Назив            | Улога     | Биљешке           |
| ------- | ---------------- | --------- | ----------------- |
| 2018    | This Is Måneskin | сами себе | документарни филм |